# Био једном један Снешко
Био једном један Снешко (енгл. The Magic Snowman) је југословенско–амерички филм из 1987. године.

## Синопсис
Прича са елементима Андерсенових бајки. Дешава се у лепој планинској земљи са неколико залеђених језера. У дане новогодишњих празника на залеђеном језеру се одржава такмичење деце у клизању. За време такмичења се дешавају чудне ствари.

## Улоге
| Глумац              | Улога               |
| ------------------- | ------------------- |
| Роџер Мур           | Луми Уко (Снешко)   |
| Џастин Фрид         | Џејми Тонери        |
| Драгана Марјановић  | Менди Смит          |
| Павле Бојковски     | Стенли              |
| Александар Балан    | Бартон Лонгбрау     |
| Реља Башић          | капетан Лонгбрау    |
| Борис Каваца        | Том Тонери          |
| Кристијан Џејмс     | Логан Тонери        |
| Душан Јовановић     | Мако                |
| Франо Ласић         | Нед                 |
| Полона Ветрих       | Наставница историје |
| Шпела Розин         | Госпођа Тонери      |
| Милена Зупанчић     | Госпођа Смит        |
| Кајл Морис          | Отац Малиган        |
| Петер Зобец         | Риболовац 1         |
| Марко Дерганц       | Риболовац 2         |
| Метју Морисеј       | Риболовац 3         |
| Слободан Д Пешић    | Спасилац            |
| Драгомир Станојевић |                     |